# Radiancia espectral

Curvas de radiancia espectral para distintas temperaturas dadas por la ley de Planck.

En radiometría la radiancia espectral o intensidad específica es la radiancia por unidad de ángulo sólido por unidad de frecuencia o longitud de onda emitida por una superficie.
Su unidad en el SI es el vatio por metro cuadrado por estereorradián por Hercio (W m-2 sr-1 Hz-1) en el caso del análisis de espectro en frecuencia, y el vatio por metro cúbico por estereorradián (W m^{-3} sr^{-1}) en el caso de longitud de onda. 
Cuando un cuerpo negro se encuentra a una temperatura absoluta {\displaystyle T}, la ley que rige la emisión de éste es la ley de Planck, la cual describe dicha emisión a través de su radiancia espectral:
{\displaystyle L_{\nu }(\nu ,T)={\frac {2h\nu ^{3}}{c^{2}}}{\frac {1}{e^{\frac {h\nu }{kT}}-1}}}
Donde {\displaystyle h} es la constante de Planck, {\displaystyle \nu } es la frecuencia y {\displaystyle k} es la constante de Boltzmann.
La radiancia espectral puede interpretarse como la distribución de radiancia en frecuencia o longitud de onda, dado que su propósito es ser integrada entre ciertas frecuencias para obtener la radiancia emitida por una superficie dentro del rango de frecuencias. Las curvas de radiancia espectral pueden especificar la tasa de radiancia que es emitida en cierta longitud de onda, respecto a la radiancia total emitida.